# Бюро статистики Хорватії
Бюро статистики Хорватії (хорв. Državni zavod za statistiku) — центральний статистичний орган Хорватії. Головний носій, розповсюдник і координатор офіційної статистики держави та головний представник національної статистичної системи перед європейськими та міжнародними органами, відповідальними за статистику.
Центральне бюро статистики — це орган державного управління, який самостійно виконує свої завдання відповідно до положень Закону про офіційну статистику (Офіційний вісник 25/20) та проводить регулярні статистичні дослідження на підставі Програми статистичної діяльності Республіки Хорватія, де визначено всі установи, які разом із Центральним бюро статистики складають систему офіційної статистики країни.
Бюро також має відділення в жупаніях, у деяких по кілька.

## Історія
Свій початок бюро бере від заснованої 1875 року в Австро-Угорщині установи під назвою «Земельне (крайове) статистичне управління (хорв. Zemaljski statistički ured) по Королівству Хорватія, Славонія та Далмація».
1924 року бюро було перейменовано на «Статистичне управління в Загребі» (хорв. Statistički ured u Zagrebu). 1929 року після проголошення роялістської диктатури в Королівстві сербів, хорватів і словенців відомство повністю втратило будь-яку фінансову та технічну самостійність у своїй роботі, а організаційно було підпорядковано дирекції державної статистики Королівства Югославія (хорв. direkcija državne statistike Kraljevine Jugoslavije).
1939 року з утворенням Бановини Хорватії бюро було підпорядковано канцелярії бана. 1941 року було утворено Незалежну Державу Хорватію, в якій у рамках Президії уряду існувало «Управління загальної державної статистики» (хорв. Ured opće državne brojidbe).
1945 року було створено «Статистичне управління Народної Республіки Хорватія» (хорв. Statistički ured Narodne Republike Hrvatske). 1951 року його було перейменовано на Бюро статистики та обліку (хорв. Zavod za statistiku i evidenciju), 1956 року — на Бюро статистики Народної Республіки Хорватія (хорв. Zavod za statistiku Narodne Republike Hrvatske), а 1963 року — на Республіканське бюро статистики Соціалістичної Республіки Хорватія (хорв. Republički zavod za statistiku Socijalističke Republike Hrvatske). У той час бюро було незалежним у грошово-кредитних і кадрових питаннях, але підпорядковувалося югославському Союзному бюро статистики (хорв. Savezni zavod za statistiku) у ділянці зобов'язання діяти в рамках єдиних програм і методологій, які те прописало.
Після здобуття незалежності Хорватії в державі 1992 року було створено Центральне бюро статистики, яке під такою ж назвою працює і досі. Установа повністю незалежна у своїй роботі, але у програмному та методологічному відношенні намагається якомога більше гармонізувати свою роботу зі статистичною практикою Європейського Союзу.

## Переписи населення
Бюро веде облік хорватського населення з 1857 року, в тому числі проводить переписи, останніми з яких були:
- Перепис населення Хорватії 1991 р.
- Перепис населення Хорватії 2001 р.
- Перепис населення Хорватії 2011 р.